# خانه صارم‌الدوله (کرمانشاه)
خانۀ صارم‌الدوله یا خانۀ زرشکیان خانه‌ای تاریخی در محلۀ فیض‌آباد کرمانشاه است که در نزدیکی تکیه بیگلربیگی قرار دارد. این خانه به دورۀ قاجار تعلق دارد و در سال ۱۳۸۲ به شمارۀ ۱۰۴۴۳ در فهرست آثار ملی ایران به ثبت رسیده‌است.
 این خانه در حال حاضر به یک هتل بوتیک تبدیل شده‌است.

## موقعیت
خانۀ صارم‌الدوله در محلۀ فیض‌آباد در بافت قدیمی شهر کرمانشاه و در کوچه‌ای به همین نام قرار دارد. در نزدیکی این ساختمان، بناهای تاریخی فراوانی مانند حمام نظام، مسجد نظام، سرای همدانی‌ها و تکیۀ بیگلربیگی قرار دارد.

## بانی بنا
خانۀ صارم‌الدوله به دستور علیقلی میرزا صارم‌الدوله پسر بزرگ امام‌قلی عمادالدوله والی کرمانشاهان و سرحددار عراقین (طی سال‌های ۱۸۵۰ تا ۱۸۷۴ میلادی و برای بار دوم در ۱۸۷۵) بنا شده‌است. وی در سال ۱۸۶۲ به صارم‌الدوله ملقب گردید و در سال ۱۸۶۳ به عنوان حاکم لرستان نیز منصوب شد. از صارم‌الدوله به عنوان فردی هنردوست یاد شده که معماران و نقاشان را برای خلق آثار هنری در این خانه به کار گرفته و نقاشی‌های دیوارها و سقف این خانه توسط آن هنرمندان خلق شده‌است.

## ویژگی‌های معماری
خانۀ صارم‌الدوله یک اندرونی بزرگ و چند حیاط را شامل می‌شود. اتاق‌های این خانه و به‌ویژه اتاق پنج‌دری با نقاشی‌های منحصربه‌فرد تزئین شده‌اند. در ساخت این بنا عمدتاً از آجر استفاده شده و سقف‌ها با تیر چوبی پوشش داده شده‌اند.

## نقاشی‌ها
اتاق‌های این بنا با نقاشی‌های دیواری و سقفی تزئین شده‌اند. برجسته‌ترین نقاشی‌ها در اتاق پنج‌دری واقع در ضلح غربی ساختمان به چشم می‌خورد. مضمون نقاشی‌ها عمدتاً پرتره‌هایی از شخصیت‌های اروپایی و درباریان قاجار و صحنه‌هایی از جنگ‌ها و صف‌آرایی سربازان است. در میان پرتره‌ها یک پرتره از ناصرالدین‌شاه و پرتره‌ای از آقاخان صدراعظم وجود دارد. همچنین در گوشه‌ای دیگر از خانۀ صارم‌الدوله تابلویی از جنگ فرانسه و روسیه ترسیم شده‌است.

علاوه بر دیوارها سقف یکی از اتاق‌ها نیز به‌صورت یکپارچه نقاشی شده که در آن تصاویری از گل و بُته و فرشته‌ها وجود دارد.
 بین ۳۰ تا ۴۰ نقاشی کاملاً سالم در خانۀ صارم‌الدوله وجود دارد.

## مالکیت بنا
خانه تاریخی صارم‌الدوله در تملک سازمان میراث فرهنگی، گردشگری و صنایع دستی استان کرمانشاه قرار دارد. این سازمان در اسفند ۱۳۹۹ این خانه را از طریق صندوق احیاء و بهره‌برداری از اماکن تاریخی به صورت مزایده به بخش خصوصی اجاره داده‌است. بهره‌بردار خصوصی پس از مرمت و احیای بنا طی مدت سه سال و نیم و صرف حدود ۲۰ میلیارد تومان، آن را به هتل بوتیک تبدیل کرده‌است.

## راه‌اندازی هتل بوتیک
در بهمن ۱۴۰۲ معاون میراث فرهنگی کرمانشاه از تبدیل خانۀ صارم‌الدوله به هتل بوتیک خبر داد. این هتل بوتیک که ونوشک نام دارد، دارای ۱۲ اتاق و ۲۸ تخت برای اقامت مسافران و یک بخش پذیرایی است و ۵۰۰ مترمربع مساحت دارد و در ۲۳ اردیبهشت ۱۴۰۳ افتتاح شده‌است. هتل بوتیک ونوشک با هدف تعریف خود به عنوان «هتل‌موزۀ ادبیات»، هر یک از اتاق‌های خود را به نام یکی از ادیبان و نویسندگان کرمانشاهی نامگذاری کرده‌است و اتاق‌های این هتل به نام شخصیت‌هایی مانند پرتو کرمانشاهی، غلامرضا رشید یاسمی، جلال‌الدین کزازی و ... نامگذاری و بخشی از زندگینامه و آثار ایشان نیز در دسترس مهمانان هتل قرار گرفته‌است.